# Soisy-sous-Montmorency
Soisy-sous-Montmorency è un comune francese di 17 458 abitanti situato nel dipartimento della Val-d'Oise nella regione dell'Île-de-France.

## Società

### Evoluzione demografica
Abitanti censiti